# Bénouville (Seine-Maritime)
Bénouville is een gemeente in het Franse departement Seine-Maritime (regio Normandië) en telt 128 inwoners (1999). De plaats maakt deel uit van het arrondissement Le Havre.

## Geografie
De oppervlakte van Bénouville bedraagt 2,9 km², de bevolkingsdichtheid is 44,1 inwoners per km².
De onderstaande kaart toont de ligging van Bénouville (Seine-Maritime) met de belangrijkste infrastructuur en aangrenzende gemeenten.

## Demografie
Onderstaande figuur toont het verloop van het inwonertal (bron: INSEE-tellingen).

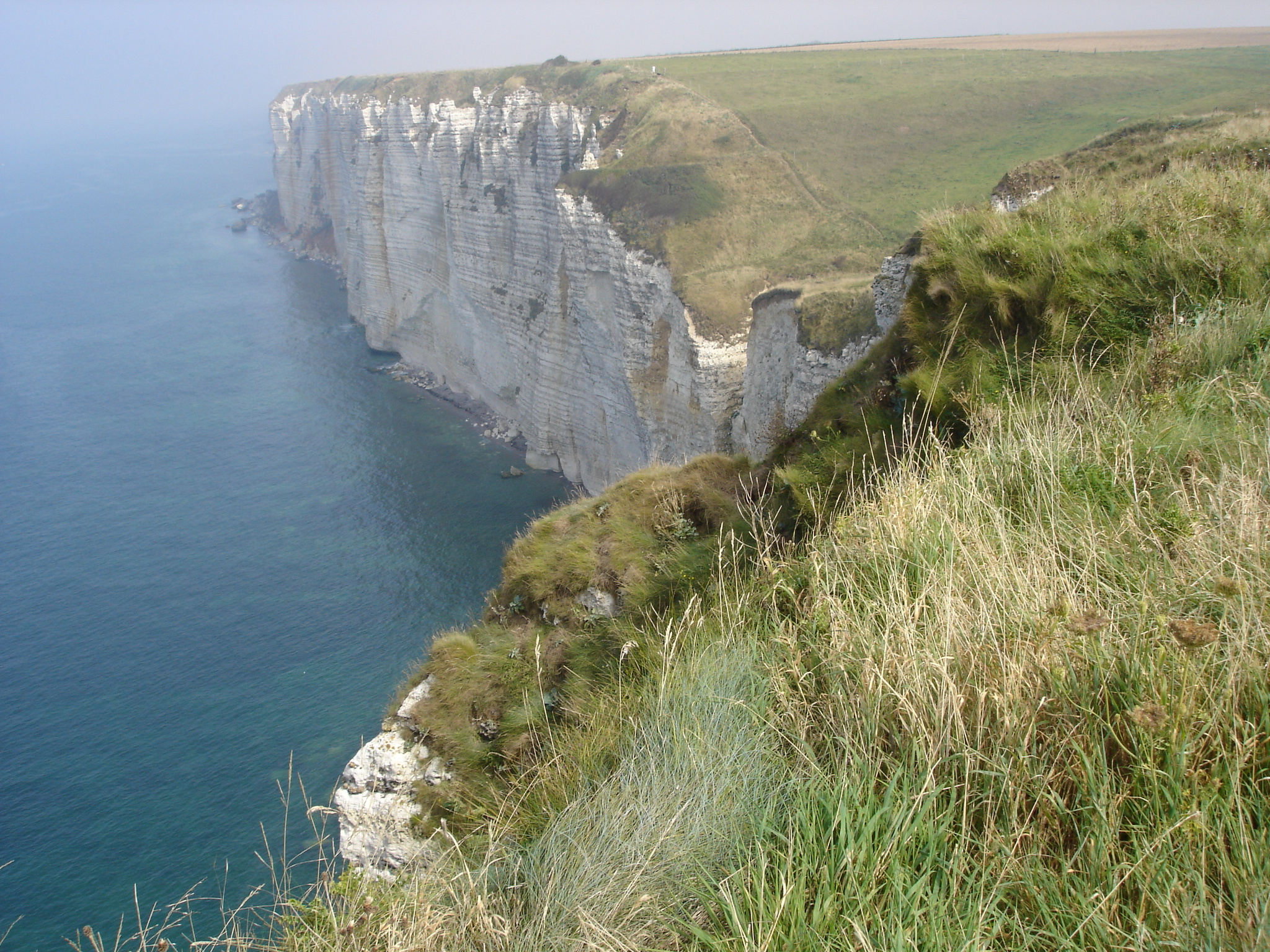
De kliffen bij La Valleuse du Curé

## Trivia
De Valleuse du Curé was een trap met 283 treden die afdaalde naar het strand. Hij werd in 1883 uitgehouwen in de kliffen door een geestelijke: Desson-de-Saint-Aignan, als penitentie. In juli 2001 is de falaise op deze plaats ingestort.